# شرعي (مسلسل تلفزيوني 2013)
ليجيت أو شرعي هو مسلسل كوميدي أمريكي من تأليف بيتر أوفالون وجيم جيفريز. حيث عُرض لأول مرة في 17 يناير 2013 على قناة أف أكس التلفزيونية الأمريكية وانتهى عرضه في 14 مايو 2014 على قناة أف أكس أكس الشقيقة لقناة أف أكس. وكان المنتجون التنفيذيون هم جيفريز وأوفالون وريك كليفلاند وليزا بلوم.
في 28 مارس 2013 جددت أف أكس مسلسل شرعي لموسم ثاني ونقلته إلى أف أكس أكس. وفي 14 مايو 2014 أعلن عن إلغاء مسلسل شرعي بسبب انخفاض التقييمات ولن يعود إلى أف أكس أكس للموسم ثالث.

## بطولة

### الأدوار الرئيسية
- جيم جيفريز في دوره - ممثل كوميدي أسترالي نادرًا ما يأخذ الأمور على محمل الجد
- دان باكيدال في دور ستيف نوجنت - أفضل صديق لجيم وزميله في السكن الذي يعاني من الاكتئاب بعد طلاقه من زوجته
- دي جي كوالز في دور بيلي نوجنت - شقيق ستيف الصوتي والماكر الذي يعاني من ضمور العضلات والذي يحاول الحفاظ على أكبر قدر ممكن من الاستقلالية

### بقية الممثلين
- ميندي ستيرلينج بدور جانيس نوجنت - والدة ستيف وبيلي المزعجة والمسيطرة والمفرطة في الحماية والتي تحتقر جيم علنًا
- جون راتزنبرجر في دور والتر نوجنت - والد ستيف وبيلي الهادئ بدرجة غير عادية
- سونيا إيدي بدور رامونا - ممرضة بيلي الشخصية التي لا تعرف الهراء
- ماجدة زوبانسكي في دور آن جيفريز - والدة جيم
- جورج لازينبي في دور جاك جيفريز - والد جيم
- نيك دالي في دور رودني - صديق بيلي المنحرف ولكن الموهوب ومتعدد المواهب وزميل السكن السابق له من منشأة الرعاية.
- جينجر غونزاغا بدور بيجي - صديقة جيم المتقطعة
- أردن ميرين بدور تيس - مدمنة جنس تواعد بيلي لفترة وجيزة
- جيل لاتيانو بدور كاتي نوكس - حب جيم الأول
- أندريا بينديفالد في دور جورجيا - زوجة ستيف السابقة وأم ابنته.

## الحلقات
| الموسم | الحلقات | الحلقات | الأصلي         | الأصلي        | الأصلي     |
| الموسم | الحلقات | الحلقات | الأول          | الأخير        | الشبكة     |
| ------ | ------- | ------- | -------------- | ------------- | ---------- |
| 1      | 13      | 13      | 17 يناير 2013  | 11 أبريل 2013 | إف إكس     |
| 2      | 13      | 13      | 26 فبراير 2014 | 14 مايو 2014  | إف إكس إكس |

### الموسم الأول (2013)
| ر. الإجمالي | ر. في الموسم | العنوان        | المخرج       | الكاتب                                 | تاريخ العرض الأصلي | رمز الإنتاج   | عدد المشاهدات الولايات المتحدة (بالمليون) |
| --- | ------------ | -------------- | ------------ | -------------------------------------- | ------------------ | ------------- | ----------------------------------------- |
| 1 | 1            | «طيار»         | بيتر أوفالون | بيتر أوفالون وجيم جيفريز               | 17 يناير 2013      | واي جيه أن101 | 0.65                                      |
| ينضمّ الكوميدي الأسترالي جيم جيفريز إلى صديقه بيلي نوجنت (دي جي كوالز)، الذي يعاني من ضمور عضلي وشلل من أسفل الصدر. يقيم بيلي في دار رعاية حيث يزوره بانتظام زميله في السكن وشقيقه ستيف (دان باكيدال). بناءً على طلب بيلي يصطحبه جيم وستيف إلى بيت دعارة في لاس فيغاس ليفقد عذريته والتي قد تؤدي إلى وفاته بسبب حالته الصحية. |              |                |              |                                        |                    |               |                                           |
| 2 | 2            | «أحلام»        | بيتر أوفالون | بيتر أوفالون وجيم جيفريز وريك كليفلاند | 24 يناير 2013      | واي جيه أن102 | 0.63                                      |
| بعد رؤية مدى تعاسة بيلي في منشأة الرعاية، قرر جيم إخراج بيلي من غرفته، لكن أفعاله في النهاية جعلت وضع بيلي المعيشي أسوأ. |              |                |              |                                        |                    |               |                                           |
| 3 | 3            | «حب»           | بيتر أوفالون | بيتر أوفالون وجيم جيفريز وريك كليفلاند | 31 يناير 2013      | واي جيه أن103 | 0.71                                      |
| يقرر بيلي أنه يريد علاقة حقيقية فيُدخله جيم إلى موقع مواعدة عبر الفيديو حيث يُعجب بيلي بامرأة تُدعى رينيه (كاتي سوليفان)، لكنه لا يُريد أن يُخبرها بإصابته بضمور عضلي أو أن جيم يُساعدها في المحادثة. بعد سماعه نصائح جيم لجذب بيلي يُجرب ستيف المُتشكك هذه النصائح بنفسه مع زميلته في العمل لورين (روزالي وارد) بنتائج مُفاجئة. |              |                |              |                                        |                    |               |                                           |
| 4 | 4            | «الغضب»        | بيتر أوفالون | بيتر أوفالون وجيم جيفريز وريك كليفلاند | 7 فبراير 2013      | واي جيه أن104 | 0.42                                      |
| برفقة ستيف يصعد جيم على متن طائرة مزدحمة إلى حفل موسيقي، حيث يتشاجر مع رجل ضخم (ليونارد إيرل هاوز) يجلس بجانبه حول استخدام مسند ذراع، بينما يشاهد بقية الركاب ويترددون بين مؤيديهم. والدة بيلي جانيس (ميندي ستيرلينغ) لا توافق على ترتيبات بيلي المعيشية مع جيم وستيف، لذا تحاول توظيف ممرضة له رغماً عنه. |              |                |              |                                        |                    |               |                                           |
| 5 | 5            | «عدالة»        | بيتر أوفالون | بيتر أوفالون وجيم جيفريز وريك كليفلاند | 14 فبراير 2013     | واي جيه أن105 | 0.55                                      |
| يظهر جيم وستيف وبيلي وصديقة جيم بيجي (جينجر جونزاجا) في المحكمة لإعادة سرد قصة حيث اقتحم رجلان منزلهم واعتديا عليهم جسديًا وسرقوهم بعد أن أخطأوا في اعتبار جيم وستيف تجار مخدرات. |              |                |              |                                        |                    |               |                                           |
| 6 | 6            | «عائلة»        | بيتر أوفالون | بيتر أوفالون وجيم جيفريز وريك كليفلاند | 21 فبراير 2013     | واي جيه أن106 | 0.84                                      |
| بعد أن تحدث جيم أمام قاعة دراسية عن كونه كوميديًا ترك انطباعًا لدى كلاي (دينزل ويتاكر) ابن أخ رامونا (سونيا إيدي) والذي اعتبرته رامونا مثالًا سيئًا. طلبت من جيم أن يرشده إلى الطريق الصحيح قبل أن يلفت انتباه من لا يعجبه. يُصاب ستيف بالإحباط بعد أن انتبه إلى وجود كاميرا رقمية تحتوي على صور لزوجته السابقة وهي تمارس الجنس مع جاره الذي كان يقود سيارته ستيف.                                                                         |              |                |              |                                        |                    |               |                                           |
| 7 | 7            | «صحة»          | بيتر أوفالون | بيتر أوفالون وجيم جيفريز وريك كليفلاند | 28 فبراير 2013     | واي جيه أن107 | 0.55                                      |
| بعد أن خسر دوره السينمائي بسبب مظهره ووزنه يلتمس جيم المساعدة من آندي ديك الذي يوظف له مدربًا (إيدي إيفت). ثم يُدمر جيم روتين مدربه دون قصد عندما يعود إلى تعاطي الكحول والمخدرات بالإضافة إلى إعطائه نصائح جنسية بعد أن وقع في غرام رامونا. |              |                |              |                                        |                    |               |                                           |
| 8 | 8            | «المكتنزون»    | ريك كليفلاند | بيتر أوفالون وجيم جيفريز وريك كليفلاند | 7 مارس 2013        | واي جيه أن108 | 0.65                                      |
| أثناء مساعدة ستيف في مهمة يكتشف جيم أن والد ستيف وبيلي والتر (جون راتزنبرجر)، يعيش في خيمة في حديقته الخلفية، بينما تعيش جانيس في منزل مكتظ بآلاف الصناديق المليئة بالدمى والتماثيل الخزفية، من بين أشياء أخرى غير ضرورية. ونظرًا لخطورة الموقف يواجه جيم وعائلة نوجينت جانيس أخيرًا بشأن مشكلة الاكتناز التي تعاني منها. |              |                |              |                                        |                    |               |                                           |
| 9 | 9            | «سيدة الحقيبة» | بيتر أوفالون | بيتر أوفالون وجيم جيفريز وريك كليفلاند | 14 مارس 2013       | واي جيه أن111 | 0.49                                      |
| يتورط جيم في موقف متوتر للغاية بعد أن يحضر إلى المنزل إحدى المشاهير (بري بلير) من أحد البارات وهي متزوجة من أحد الساسة. |              |                |              |                                        |                    |               |                                           |
| 10 | 10           | «عش الوقواق»   | بيتر أوفالون | بيتر أوفالون وجيم جيفريز وريك كليفلاند | 21 مارس 2013       | واي جيه أن110 | 0.76                                      |
| يتطوع جيم في دار الرعاية التي كان بيلي يعيش فيها، ويحاول جذب ممرضة لطيفة وجذابة (راشيل بلانشارد) تعمل هناك. بيلي والنزلاء الآخرون الذين يعشقونها يبذلون قصارى جهدهم لمنع جيم من النجاح. بعد سوء فهم التوجيهات، يواصل رودني (نيك دالي) المصاب بالتوحد الركض ببيضة في ملعقة بعد إنهاء سباق في دار الرعاية، ويلتقي دون قصد بعدد من الأشخاص من مختلف مناحي الحياة ويُلهمهم.                                                                |              |                |              |                                        |                    |               |                                           |
| 11 | 11           | «شعر القبعة»   | بيتر أوفالون | بيتر أوفالون وجيم جيفريز وريك كليفلاند | 28 مارس 2013       | واي جيه أن109 | 0.58                                      |
| يذهب جيم وستيف ورودني وبيلي إلى مباراة بيسبول في دوري الدرجة الثانية حيث سيُلقي جيم الرمية الأولى. يشعر بيلي بمرارة شديدة ويُثير ضجة لأنه يكره هذه الرياضة، ويُخبر المُشاهدين من حوله أن جيم "أحضره فقط من أجل المقاعد" من بين أشياء أخرى مُريعة (ومُزيفة في مُعظمها) لإغاظته. تُحاول امرأة عجوز (غوين فان دام) جاهدةً القبض على جيم من قِبل الشرطة بعد أن دهس قطتها دون علمه في طريقه إلى المباراة بينما لا يُبالي زوجها (كيرت لوينز) بما يحدث. |              |                |              |                                        |                    |               |                                           |
| 12 | 12           | «سوء الفهم»    | بيتر أوفالون | بيتر أوفالون وجيم جيفريز وريك كليفلاند | 4 أبريل 2013       | واي جيه أن112 | 0.53                                      |
| يلتقي جيم بممثلة جذابة (آني هايس) أثناء تجربة أداء لفيلم. ومع أنهما كانا على وفاق في البداية، إلا أنه سرعان ما طُرد من سيارتها واتُّهم بمحاولة اغتصاب بعد أن أطلق نكتة في إشارة إلى مكالمة هاتفية غير مألوفة أجرتها سابقًا. يُصاب ستيف بالاكتئاب عندما يكتشف أن زوجته السابقة (أندريا بينديفالد) ستصطحب ابنتهما للعيش في ولاية أخرى مع حبيبها الجديد فيصطحبه جيم في جولة بين الحانات ويجدان نفسيهما في النهاية في حانة للمثليين.           |              |                |              |                                        |                    |               |                                           |
| 13 | 13           | «الأبوة»       | بيتر أوفالون | بيتر أوفالون وجيم جيفريز وريك كليفلاند | 11 أبريل 2013      | واي جيه أن113 | 0.62                                      |
| ويندي (كيت لويبن) البغي التي فقد بيلي عذريته أمامها في الحلقة الأولى، تظهر على باب جيم حاملاً في شهرها التاسع وتدّعي أن بيلي هو والد الطفل. جانيس لا تتقبل أن والدة حفيدها بغي. |              |                |              |                                        |                    |               |                                           |

### الموسم الثاني (2014)
| ر. الإجمالي | ر. في الموسم | العنوان              | المخرج       | الكاتب                             | تاريخ العرض الأصلي | رمز الإنتاج   | عدد المشاهدات US (بالمليون) |
| --- | ------------ | -------------------- | ------------ | ---------------------------------- | ------------------ | ------------- | --------------------------- |
| 14 | 1            | «لوفلين»             | بيتر أوفالون | جيم جيفريز وأوفالون وكريس كيس      | 26 فبراير 2014     | واي جيه أن202 | 0.30                        |
| بعد ظهور مهين في برنامج دكتور درو الإذاعي، يحضر جيم مجموعة مساعدة ذاتية لعلاج الإدمان الجنسي.                                                                                    |              |                      |              |                                    |                    |               |                             |
| 15 | 2            | «موت»                | بيتر أوفالون | جيم جيفريز وكريس كيس وبيتر أوفالون | 5 مارس 2014        | واي جيه أن203 | TBD                         |
| بناءً على توصية معالجه يقوم جيم بالكوميديا الارتجالية في منشأة الرعاية القديمة لبيلي وتكون النتائج مأساوية.                                                                       |              |                      |              |                                    |                    |               |                             |
| 16 | 3            | «عنصري»              | بيتر أوفالون | جيم جيفريز وكريس كيس وبيتر أوفالون | 12 مارس 2014       | واي جيه أن204 | 0.13                        |
| يحاول جيم "معالجة" عنصرية سارة بتعريفها بالسود. في هذه الأثناء يثبت والتر أنه ذو تأثير سلبي على بيلي وستيف.                                                                      |              |                      |              |                                    |                    |               |                             |
| 17 | 4            | «جمع شمل»            | بيتر أوفالون | وبيتر أوفالون جيم جيفريز وكريس كيس | 19 مارس 2014       | واي جيه أن201 | TBD                         |
| جيم وستيف يحضران حفل لم شمل مدرستهما الثانوية وبصحبتهما بيلي ويحاول كل منهما إصلاح العلاقات القديمة.                                                                             |              |                      |              |                                    |                    |               |                             |
| 18 | 5            | «مات الشاه»          | بيتر أوفالون | بيتر أوفالون وكريس كيس وجيم جيفريز | 26 مارس 2014       | واي جيه أن205 | TBD                         |
| يجب على الجميع أن يسارعوا لاستعادة الشاحنة بعد سحبها مع احتجاز بيلي في الداخل.                                                                                                   |              |                      |              |                                    |                    |               |                             |
| 19 | 6            | «فرك والانزلاق»      | بيتر أوفالون | كريس كيس وجيم جيفريز وبيتر أوفالون | 2 أبريل 2014       | واي جيه أن206 | TBD                         |
| تصل الأم غونتر والأب جيفريز (جورج لازينبي) للزيارة وبمجرد وصول والدة جيف إلى المستشفى يصبح الأولاد أحرارًا في الاستمتاع بصالون التدليك والحديقة المائية.                          |              |                      |              |                                    |                    |               |                             |
| 20 | 7            | «أفغانستان»          | بيتر أوفالون | كريس كيس وجيم جيفريز وبيتر أوفالون | 9 أبريل 2014       | واي جيه أن207 | TBD                         |
| ليبتعد عن والديه يشارك جيم في حفل ترفيهي للجنود في أفغانستان. يتمنى بيلي لو كان محظوظًا فهو عالق في المستشفى مع والدة جيم.                                                        |              |                      |              |                                    |                    |               |                             |
| 21 | 8            | «بلا مأوى»           | تود بيرمان   | كريس كيس وجيم جيفريز وبيتر أوفالون | 16 أبريل 2014      | واي جيه أن208 | TBD                         |
| على جيم ورفاقه البحث عن والتر بعد أن قرر مغادرة الشقة. يكتشف ستيف أمرًا مزعجًا بشأن والدته ويضطر بيلي للاختيار بين الجنس وألعاب الفيديو.                                           |              |                      |              |                                    |                    |               |                             |
| 22 | 9            | «يمسح»               | بيتر أوفالون | بيتر أوفالون وكريس كيس وجيم جيفريز | 23 أبريل 2014      | واي جيه أن209 | TBD                         |
| تتوالى الإهانة بعد الإصابة عندما يكتشف جيم أن بيجي تواعد بوب ساجيت ويجد نفسه في موقف محرج مع منتجة هوليوود (كاري فيشر) على أمل تطوير مسيرته المهنية.                             |              |                      |              |                                    |                    |               |                             |
| 23 | 10           | «عطلة نهاية الأسبوع» | بيتر أوفالون | كريس كيس وجيم جيفريز وبيتر أوفالون | 30 أبريل 2014      | واي جيه أن210 | TBD                         |
| يتفاقم اكتئاب ستيف بعد أن يعلم أن جورجينا حامل وستتزوج تود. يقع على عاتق جيم وبيلي مسؤولية رعاية إميلي في عطلة نهاية الأسبوع.                                                    |              |                      |              |                                    |                    |               |                             |
| 24 | 11           | «تدخل»               | بيتر أوفالون | كريس كيس وجيم جيفريز وبيتر أوفالون | 7 مايو 2014        | واي جيه أن211 | TBD                         |
| يحبط التدخل من أجل ستيف بسبب التخطيط السيئ وإرسال جيم بالكوكايين والعاهرات. |              |                      |              |                                    |                    |               |                             |
| 25 | 12           | «مُتّزِن»               | بيتر أوفالون | كريس كيس وجيم جيفريز وبيتر أوفالون | 14 مايو 2014       | واي جيه أن212 | TBD                         |
| بعد محاولته أداء دور رصين لأول مرة في حياته يُصاب جيم بنوبة هلع تدفع وكيله إلى التخلي عنه. ويحضر جيم ورفاقه حفلة عيد ميلاد زوج كاتي (ريس داربي) الأربعين وهو ما يُثير حرجًا للجميع. |              |                      |              |                                    |                    |               |                             |
| 26 | 13           | «الصدق»              | بيتر أوفالون | بيتر أوفالون وكريس كيس وجيم جيفريز | 14 مايو 2014       | واي جيه أن213 | TBD                         |
| أخيرًا ارتفعت شهرة جيم بدرجة كبيرة بعد حادثة إطلاق النار التي تعرض لها ولكن في الوقت نفسه أصيب بالشلل بسبب الشك الذاتي وفكر في التوقف عن الكوميديا الارتجالية إلى الأبد.          |              |                      |              |                                    |                    |               |                             |

## البث
في أستراليا تم بث برنامج شرعي يوم الخميس على قناة كوميدي تشانل.

## روابط خارجية
- شرعي  في قاعدة بيانات الأفلام على الإنترنت (بالإنجليزية)